# Celmisia major
Celmisia major là một loài thực vật có hoa trong họ Cúc. Loài này được Cheeseman mô tả khoa học đầu tiên năm 1925.